# Vîșneve, Antrațît
Vîșneve (în ucraineană Вишневе) este un sat în comuna Bobrîkove din raionul Antrațît, regiunea Luhansk, Ucraina.

## Demografie
Componența lingvistică a localității Vîșneve
     Ucraineană (79,3%)
     Rusă (20,7%)
Conform recensământului din 2001, majoritatea populației localității Vîșneve era vorbitoare de ucraineană (79,3%), existând în minoritate și vorbitori de rusă (20,7%).